# Агент 117
Агент 117 (фр. OSS 117), справжнє ім'я — Юбер Боніссер де ля Бат (фр. Hubert Bonisseur de La Bath) — вигаданий персонаж серії романів французького письменника Жана Брюса, продовженої після його смерті його вдовою Жозетт, а потім дітьми Жана — Франсуа і Мартін.
Французький спецагент-розвідник під псевдонімом ОСС 117.
Один із відомих шпигунів у світовій літературі, подібно до Агента 007.

## Історія створення
Агента 117 помилково вважають пародією на Джеймса Бонда і називають його «французьким Бондом». Це неправда, адже перший роман про Агента 007 Ян Флемінг випустив 1952 року. А Жан Брюс, автор образу французького шпигуна, випустив свій перший роман про Агента 117 1949 року. Можна вважати, що Агент 007 — пародія на Агента 117: 007 вийшов пізніше, і цифри схожі. Однак свого часу Флемінг стверджував, що це чиста випадковість.
Проте Агент 117 не мав великої популярності, як 007, в основному, його читали у Франції та Швейцарії. Але романи Жана Брюса про Агента 117 послужили основою для італійських, іспанських і французьких бойовиків 1960-х років. Жан Брюс дожив до того часу, коли екранізували його книги. Завдяки екранізаціям, Агента 117 стали більше читати, і вже пів Європи захоплювалося книжками й фільмами про Агента 117.
26 березня 1963 року 42-річний Жан Брюс на своєму «Ягуарі МК-2» потрапив в автокатастрофу і загинув. Машина на швидкості 200 км/год вилетіла на узбіччя шосе і врізалася в дерево. Після смерті Жана Брюса вдова Жозетта Брюс продовжила сагу про Агента 117, а після неї — діти Жана Брюса. І сага тривала до 1992 року.

## Особистість
У кожній книзі Агент 117 розкривав свій образ по-своєму.
Здебільшого, це людина, яка не звикла чогось боятися. Він діє чітко за завданням. А його завдання — боротися з нацистами та фашистами. В італійських фільмах Агент 117 саме такий (за книжками).
Однак сучасному глядачеві знайомий інший Агент 117 — у виконанні Жана Дюжардена (існує серія фільмів з Агентом 117 у виконанні Дюжардена). Французький комік пародіює Агента 117, показуючи його «больові точки», які вказуються в книгах. Але ці проблеми Дюжарден відкрито висміює. Його Агент 117 займається коханням із принцесами направо і наліво, жартує гостро і зухвало, б'є бадьоро і непередбачувано.

## Книги
| Рік       | Назва                                | Автор        |
| --------- | ------------------------------------ | ------------ |
| 1949—1950 | «У нейтральній країні»               | Жан Брюс     |
| 1950      | «Монстри Голі-Лога»                  | Жан Брюс     |
| 1955      | «Агент 117. Цілком таємно»           | Жан Брюс     |
| 1956      | «Тривожне очікування»                | Жан Брюс     |
| 1956      | «Під страхом смерті»                 | Жан Брюс     |
| 1958      | «5 хлопців для Сінгапуру»            | Жан Брюс     |
| 1960      | «Цим займеться Агент 117»            | Жан Брюс     |
| 1970      | «Агент 117 виходить у відкрите море» | Жозетта Брюс |

## Екранізації
| Рік  | Назва                               | Режисер                      | Актор             |
| ---- | ----------------------------------- | ---------------------------- | ----------------- |
| 1956 | «Агент 117 живий»                   | Жан Саша                     | Іван Десні        |
| 1963 | «Агент 117 розлютився»              | Андре Юнебель                | Кервін Метьюз     |
| 1964 | «Ва-банк у Бангкоці для Агента 117» | Андре Юнебель                | Кервін Метьюз     |
| 1965 | «Агент 117: Лють у Баї»             | Андре Юнебель                | Фредерік Стеффорд |
| 1966 | «Агент 117 на прицілі у смерті»     | Мішель Буарон, Андре Юнебель | Фредерік Стеффорд |
| 1967 | «5 хлопців для Сінгапуру»           | Бернард Тублан-Мішель        | Шон Флінн         |
| 1968 | «Немає троняд для Агента 117»       | Андре Юнебель, Ренцо Серрато | Джон Ґевін        |
| 1970 | «Відпустка Агента 117»              | П'єр Кальфон                 | Люк Меренда       |
| 2006 | «Агент 117: Каїр, шпигунське кубло» | Мішель Хазанавічус           | Жан Дюжарден      |
| 2009 | «Агент 117: Місія в Ріо»            | Мішель Хазанавічус           | Жан Дюжарден      |
| 2021 | «Агент 117: З Африки з любов'ю»     | Ніколя Бедос                 | Жан Дюжарден      |